# Tyrrell 003
Chronologie des modèles (1971-1972)
Tyrrell 002 Tyrrell 004
La Tyrrell 003 est une monoplace de Formule 1 conçue par Derek Gardner et engagée par l'équipe Tyrrell Racing en 1971 et 1972.

## Historique

### 1971
Pour la saison 1971, Gardner conçoit deux évolutions distinctes de la Tyrrell 001. Sont modifiés notamment la boîte à air, le museau, les ailerons avant et l'empattement. François Cevert hérite de la version 002 et Jackie Stewart de la 003. Tyrrell a également changé de fournisseur de pneumatiques en s'associant avec Goodyear après le retrait de Dunlop.
La Tyrrell 003 débute au Grand Prix d'Espagne par une victoire de Stewart. Elle s'impose une nouvelle fois à Monaco pour le deux centième Grand Prix du championnat du monde avant de connaître une contre-performance en Hollande où Stewart termine onzième.
Après la Hollande, Stewart continue sa conquête de victoires en remportant les Grand Prix de France, de Grande-Bretagne, d'Allemagne et du Canada. Au total, Stewart s'impose à six reprises durant la saison et obtient un second titre de champion du monde. Tyrrell remporte le championnat des constructeurs.

### 1972
La 003 entame sa deuxième saison en 1972, avec Stewart comme unique pilote. Il gagne en Argentine mais ne marque plus de points pendant plusieurs Grands prix. À Monaco, Stewart étrenne la nouvelle Tyrrell 004 et, malade, déclare forfait en Belgique. La 003 fait son retour en France avec une victoire de Stewart, la dernière de la 003. Il termine une dernière fois sur le podium en Grande-Bretagne et utilise la 005 à partir du Grand Prix d'Autriche.

## Résultats en championnat du monde
| Saison | Écurie           | Moteur               | Pneus | Pilote         | 1   | 2    | 3    | 4   | 5   | 6   | 7   | 8    | 9    | 10  | 11  | 12  | Points inscrits | Classement |
| ------ | ---------------- | -------------------- | ----- | -------------- | --- | ---- | ---- | --- | --- | --- | --- | ---- | ---- | --- | --- | --- | --------------- | ---------- |
| 1971   | Elf Team Tyrrell | Ford Cosworth DFV V8 | G     |                | ADS | ESP  | MON  | NED | FRA | GBR | ALL | AUT  | ITA  | CAN | USA |     | 73*             | 1er        |
| 1971   | Elf Team Tyrrell | Ford Cosworth DFV V8 | G     | Jackie Stewart |     | 1    | 1    | 11  | 1   | 1   | 1   | Abd. | Abd. | 1   | 5   |     | 73*             | 1er        |
| 1972   | Elf Team Tyrrell | Ford Cosworth DFV V8 | G     |                | ARG | ADS  | ESP  | MON | BEL | FRA | GBR | ALL  | AUT  | ITA | CAN | USA | 51*             | 2e         |
| 1972   | Elf Team Tyrrell | Ford Cosworth DFV V8 | G     | Jackie Stewart | 1   | Abd. | Abd. |     |     | 1   | 2   | 11   |      |     |     |     | 51*             | 2e         |

- * 17 points ont été marqués avec la Tyrrell 001 et 002 en 1971.
- * 27 points ont été marqués avec la Tyrrell 002, 004 et 005 en 1972.

Légende : ici 